# RapidIO
RapidIO（ラピッドアイオー）は、コンピュータのバス規格のひとつであり、内部バスの高速化を図るためのスイッチング規格である。プロセッサやバス間をRapidIOで接続することにより、従来のパラレル通信より高速化を図れ、マルチプロセッサ、分散処理の高速化に適している。通信機器、基地局、防衛機器の高機能装置のために使われはじめている。

## バックグラウンド
フリースケール・セミコンダクタ、Tundra Semiconductor、テキサス・インスツルメンツ（TI）、エリクソンなどがコアメンバーとしてつ参加。その後、TIのDSPにRapidIOのインターフェースを設けたことにより、通信市場等でのRapidIOの採用が加速化。
RapidIO規格の決定は、http://www.rapidio.org/home で行う。
その一方、RapidIOの相互テストを行えるために、Tundra Semiconductor社が主体に”RIOLAB”を設立。このプロトタイプ用のハードウエアとして、Silicon Turnkey Express(STx)がTundoraのRapidIOスイッチングチップ搭載ボード、POWERQUICCIII(AMC8548)などを開発。その相互テストを行うビジュアルのツールとして、RapidFETで相互認証テストを行う。
主に、米国のプロセッサーベンダーや機器メーカーがRapidIOの相互テストとして、RapidFETツールに利用されるケースが多い。